# Lodovico Castelvetro

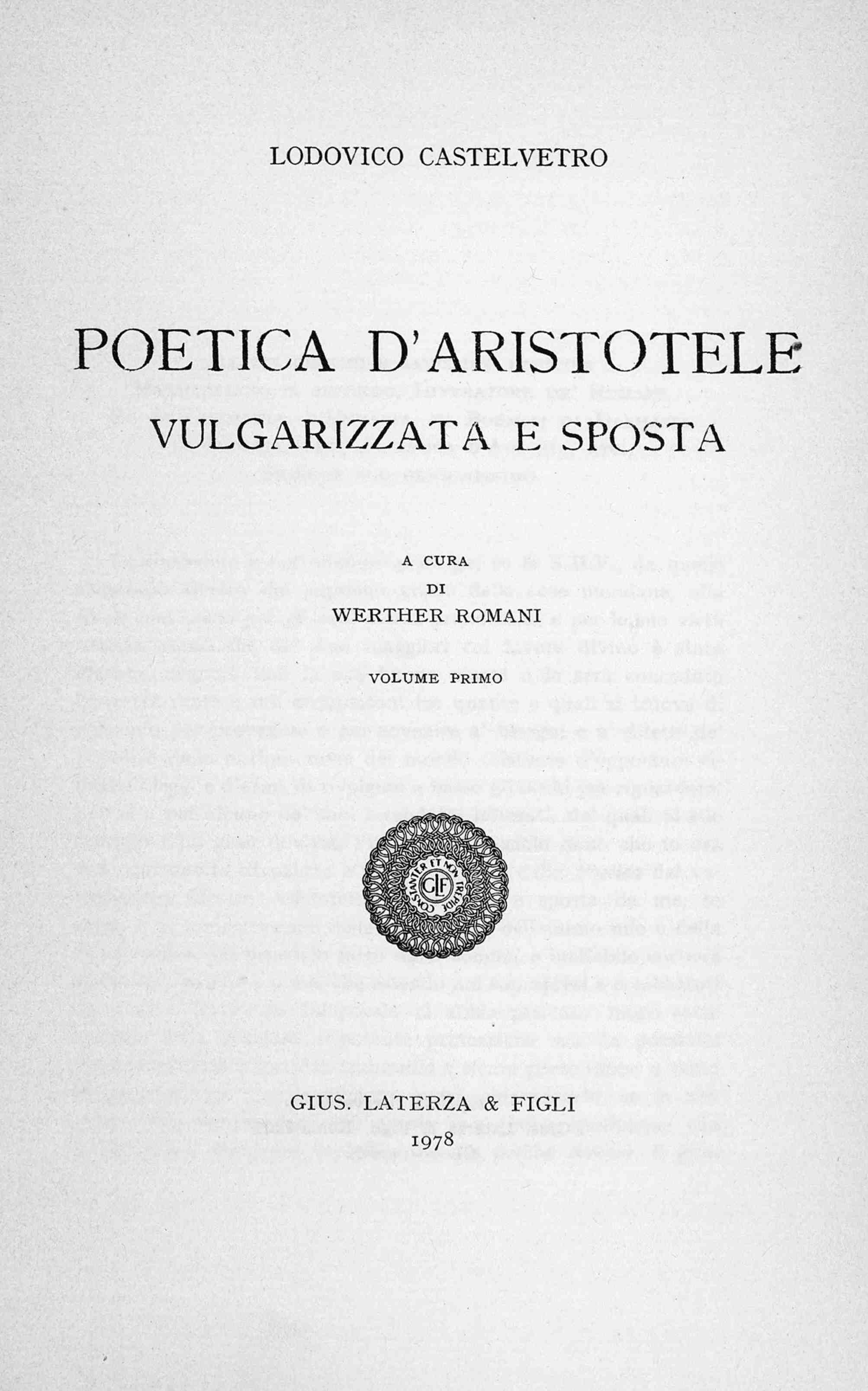
Poetica d'Aristotele

Lodovico Castelvetro (* ca. 1505 in Modena; † 1571 in Chiavenna, Provinz Sondrio) war ein italienischer Humanist.

## Leben
Castelvetro stammte aus gutem Hause und studierte in Bologna, Ferrara und Padua, um sich schließlich in Siena der Literatur zu widmen. Nach einem Aufenthalt in Rom kehrte er nach Modena zurück und wurde Rechtslehrer. Durch eine literarische Kritik an einem Text von Annibale Caro ließ sich Castelvetro in eine literarische Auseinandersetzung verwickeln, in die sich die Inquisition in Rom einmischte. Dabei wurde ihm auch vorgeworfen, protestantische Texte übersetzt zu haben. Letzten Endes wurde Castelvetro 1557 als Häretiker exkommuniziert und verbrachte den Rest seines Lebens im Exil, zunächst in Frankreich, dann in Wien.

## Werk und Wirkung
In Wien arbeitete Castelvetro seine Ausgabe der Poetik des Aristoteles aus, in welcher er eine hedonistische Auffassung der Dichtung und die Lehre von den drei Einheiten des Dramas (die Einheit der Zeit, des Ortes und der Handlung) vertrat. Damit übte Castelvetro erheblichen Einfluss auf die Regelpoetik des Dramas der Renaissance und der französischen Klassik aus. Seine Auseinandersetzungen mit  Annibale Caro über die Vulgärsprache wurden von Benedetto Varchi (L’Ercolano) aufgenommen, einem Vorläufer der toskanischen und florentinischen Sprachwissenschaft.

## Schriften
- Giunta fatta al ragionamento degli articoli et de verbi di messer Pietro Bembo. Modona: gli heredi di Cornelio Gadaldino, 1563.
- La Poetica d’Aristotele vulgarizzata, et sposta per Lodouico Casteluetro. Wien: Gaspar Stainhofer, 1570.
- Correttione d’alcune cose del Dialogo delle lingue di Benedetto Varchi, et vna giunta al primo libro delle Prose di m. Pietro Bembo doue si ragiona della vulgar lingua fatte per Lodouico Casteluetro, Basel, 1572.
- Le rime del Petrarca brevemente esposte per Lodovico Castelvetro. Basel, im Auftrag von Pietro de Sedabonis, 1582.
- Esaminatione sopra la ritorica a Caio Herennio fatta per Lodouico Casteluetri, e dedicata all’altezza sereniss.ma del signor Duca di Modana. Modana: Andrea e Girolamo eredi del Cassiani, 1653.